# Филиппуссис, Иоаннис
Иоаннис Филиппуссис (6.05.1874 г., Греция — 6.11.1959 г., Греция) — католический прелат, афинский архиепископ с 24 февраля 1927 года по 29 мая 1947 года, архиепископ Наксоса, Андроса, Тиноса и Миконоса с 29 мая 1947 года по 6 ноября 1959 год, апостольский администратор апостольского викариата Фессалоник с 1929 года по 1947 год, апостольский администратор епархии Хиоса с 29 мая 1947 года по 6 ноября 1959 год.

## Биография
Иоаннис Филиппуссис родился 6 мая 1874 года в Италии. После получения теологического образования был рукоположён 12 июня 1897 года в священника.
24 февраля 1927 года Римский папа Пий XI назначил Иоанниса Филиппуссиса афинским архиепископом. 25 марта 1927 года состоялось рукоположение Иоанниса Филиппуссиса в епископа, которое совершил архиепископ Анджело Ротта.
29 мая 1947 года Римский папа Пий XII назначил Иоанниса Филиппуссиса архиепископом Наксоса, Андроса, Тиноса и Миконоса и апостольским администратором епархии Хиоса.
6 ноября 1959 года Иоаннис Филиппусис скончался.